# Lukrets
Titus Lucretius Carus eller på dansk Lukrets (født ca. 99 f.Kr., død ca. 55 f.Kr.) var en romersk epikuræisk digter. Hans eneste kendte værk er det episk filosofiske digt om epikuræismen De Rerum Natura ("Om verdens natur/naturen/tingenes natur").

## Biografi
Man kender kun lidt til Lukrets' liv; han var enten ven eller klient af den romerske digter Gaius Memmius, til hvem han dedikerede De Rerum Natura.
I et brev fra Cicero til broderen Quintus fra februar 54 f.Kr. står: "Lukrets' digte er, ligesom du skriver: De viser mange glimt af geni og viser store evner." Tilsyneladende havde både Cicero og hans bror læst De Rerum Natura omkring februar 54 f.Kr. Digtets udformning viser dog, at det sandsynligvis blev udgivet uden en afsluttende korrektur, muligvis på grund af forfatterens død. Det kunne betyde, at han døde inden.

## Om tingenes natur
Lukrets er forfatter til det didaktiske epos De rerum natura, "Om verdens natur" i seks bøger (7415 vers). Det er en naturhistorie, der tager udgangspunkt i den opfattelse, at alt er opbygget af atomer, at sjælen er dødelig og at guderne ikke kan blande sig i menneskenes liv. Lukrets vil på den måde fjerne menneskets frygt for døden og gudernes vilkårlighed.
| 1.-2. bog | Beskrivelse af atomlæren og kritik af førsokratikerne (Heraklit, Empedokles og Anaxagoras) og stoikerne. |
| 3. bog    | Sjælen er lavet af atomer og er derfor dødelig.                                                          |
| 4. bog    | Redegørelse for sanserne og tankerne.                                                                    |
| 5. bog    | Verdens skabelse og menneskets udvikling.                                                                |
| 6. bog    | Naturfænomener som jordskælv, vulkanudbrud og lyn forklares med atomer i stedet for guder.               |

Forbilledet er filosoffen Epikur, der skrev Peri physeōs, "Om naturen" i 37 bøger, men dette værk kendes kun ufuldstændigt (fra herculanske papyri), og Lukrets er derfor vores vigtigste kilde til Epikurs filosofi.